# 曹鹤荪
曹鹤荪（1912年9月15日—1998年10月29日），男，江苏江阴人，中国空气动力学专家，国防科学技术大学原副校长。主要从事理论空气动力学、气动弹性力学等领域的研究。

## 生平
曹鹤荪早年曾就读于江阴澄翰初级小学、礼延高级小学、南菁中学、上海南洋中学等校。1929年，考入交通大学电机工程学院。1934年自交大毕业后不久，他考取了教育部留欧公费生，前往意大利都灵大学航空工程研究生院学习，1936年获工学博士学位。此后他曾在意大利航空城（Guidonia）空气动力学实验室实习，后又赴德国哥廷根大学进修空气动力学。抗日战争爆发后，他在接到国民政府航空委员会命令后回国，任教于成都空軍機械學校。1940年调入交通大学重庆分校。1942年重庆分校改为交通大学后，曹鹤荪负责创办航空工程系，并出任代理系主任，使其成为交大历史上最为年轻的系主任。1944年，他受陈庆云主持的中国航空建设协会之托，与丁履德等一同前往美国与加拿大考察航空建设。1945年回国后，他随交大师生迁回上海，并参与组建了临时校务委员会。1949年，出任交通大学教务长、校教授会主席。
中华人民共和国成立后，曹鹤荪于1952年被调往哈尔滨军事工程学院任教，并出任科学教育部教务处处长。1960年起任院教务部副部长，1964年出任部长。文化大革命期间，他被打成“执行资产阶级办学路线的反动学术权威总代表”，受到批斗。文革结束后，他于1978年起出任国防科技大学副校长。1979年10月，中国宇航学会成立，当选为第一届理事会副理事长。1985年当选国际宇航科学院院士。
1998年10月29日，他在长沙逝世。

## 社会兼职
曾任第三、五届全国人大代表，第六届全国政协常委，第四届湖南省政协副主席，中国力学学会常务理事、名誉会员，中国航空学会常务理事、名誉会员，中国宇航学会副理事长、名誉会员，中国空气动力学研究会副理事长等职。